# Patreon
Patreon é um web site norte-americano de financiamento coletivo que oferece ferramentas para criadores gerenciarem serviços de assinatura de conteúdo, bem como formas para os artistas construírem relações e proporcionarem experiências exclusivas para os seus assinantes, ou "patronos." É popular entre produtores de vídeos no YouTube, artistas de webcomics, escritores, podcasters, músicos, e outras categorias de criadores que postam regularmente on-line. Ele permite que artistas recebam recursos diretamente de seus fãs, ou patronos, de modo recorrente ou por obra de arte. A empresa, iniciada em 2013 pelo músico Jack Conte e o desenvolvedor Sam Yam, é sediada em São Francisco.

## História
Patreon foi fundado em maio de 2013, pelo artista Jack Conte, que estava procurando uma maneira de ganhar a vida com seus vídeos populares no YouTube. Junto com Sam Yam, ele desenvolveu uma plataforma que permitia que os clientes pagassem uma quantia em dinheiro a cada vez que um artista criasse uma obra de arte. A empresa arrecadou 2,1 milhões de dólares em agosto de 2013, a partir de um grupo de investidores de capital de risco e investidores-anjo. Em junho de 2014, a empresa arrecadou mais de US$15.000.000 em uma rodada de investimento série A  liderada por Danny Rimer, da Index Ventures. Em janeiro de 2016, a empresa fechou uma nova rodada de US$30 milhões em uma rodada série B, liderada por Thrive Capital, o que coloca o total arrecadado pelo Patreon em US$47,1 milhões.
A empresa inscreveu mais de 125.000 "patronos" em seus primeiros 18 meses. No final de 2014, o site anunciou que os usuários enviaram mais de  1.000.000 de dólares por mês para os criadores de conteúdo do site.
Em março de 2015, o Patreon adquiriu o Subbable, um serviço de assinaturas similar, criado pelos irmãos John e Hank Green, trazendo seus criadores e conteúdos.  A fusão foi consequência  de uma migração de sistemas de pagamento para o Amazon Payments, usado pelo Subbable.

Em outubro de 2015 o site foi alvo de um ciberataque, que expôs cerca de quinze gigabytes de dados de senhas, registros de doações e códigos-fonte. A brecha expôs mais de 2,3 milhôes de endereços de email e milhões de mensagens particulares. Após o ataque, alguns patronos receberam  e-mails extorsivos exigindo pagamentos em bitcoins, em troca da proteção de suas informações pessoais.

Logotipo utilizado entre maio de 2013–junho de 2017.

Em julho de 2016, Patreon enviou um e-mail para seus usuários, anunciando mudanças para  seus criadores de conteúdo adulto. Nomeadamente, os criadores de conteúdo incluídos nas categorias "NSFW" (not safe for work) do Patreon passaram a poder aceitar pagamentos através do PayPal, por meio de sua subsidiária Braintree. Esse movimento permitiu que os criadores de conteúdo adulto no Patreon aceitassem pagamentos mais facilmente. Antes, esses criadores só podiam aceitar pagamento através de cartões de crédito.
Em janeiro de 2017, Patreon anunciou ter enviado mais de 100 milhões de dólares para seus criadores desde a sua criação.
Em maio de 2017, Patreon anunciou que tinha mais de 50.000 criadores ativos, com um milhão de patronos mensais, e estava a caminho de arrecadar mais de $150 milhões para  seus criadores até o final daquele ano.

## Modelo de negócio
Os usuários do Patreon são agrupados por tipo de conteúdo, incluindo vídeos/filmes, podcasts, comédia, quadrinhos, jogos, educação, etc. Estes criadores de conteúdo estabelecem uma página no site Patreon, onde os clientes podem optar por pagar um valor fixo mensal a um criador . Como alternativa, os criadores de conteúdo podem configurar sua página de modo a que os clientes paguem cada vez que o artista lance uma nova obra de arte. Um criador normalmente estabelece uma meta de receita e pode definir um limite de quanto receberá por mês. Os clientes podem cancelar seus pagamentos a qualquer hora. Criadores normalmente fornecem benefícios de adesão (comumente na forma de conteúdo exclusivo, ou bastidores do trabalho), a seus patronos, dependendo da quantidade que cada cliente paga.
Os clientes podem desbloquear níveis monetários, o que aumenta o tipo de conteúdo que eles vêem do usuário. Um número de criadores de conteúdo em Patreon também são YouTubers. Eles são capazes de criar conteúdo em múltiplas plataformas e enquanto os vídeos do YouTube podem estar disponíveis para o público, os clientes recebem um conteúdo privado feito exclusivamente para eles por ajudar o usuário a alcançar a meta. O Patreon leva 5% de comissão sobre as assinaturas. Em maio de 2017, a média de assinatura por cliente era de cerca de 12 dólares, e um novo cliente inscrevia-se a um criador a cada 5.5 segundos.

## Artistas participantes
Em fevereiro de 2014, quase metade dos artistas produziam vídeos do YouTube, enquanto que o resto eram  escritores, webcomics artistas, músicos, ou podcasters. Enquanto o site inicialmente era direcionado para músicos (a compositora e intérprete Amanda Palmer usa Patreon e opera de forma independente de uma gravadora de música), artistas de webcomics como Jonathan Rosenberg, Zach Weinersmith e Paul Taylor usam a plataforma com sucesso.
A partir de dezembro de 2016,  as diretrizes da comunidade do Patreon permitem imagens de nudez e sugestivas, desde que elas forem claramente marcadas, mas proíbem conteúdo que pode ser considerado pornográfico ou que glorifique violência sexual.

## Banimento de usuários específicos
Em 2017, o Patreon baniu a ativista de direita Lauren Southern por "arrecadar fundos para atividades que provavelmente podem causar perda de vidas", devido a uma campanha para impedir uma missão de busca e resgate de refugiados na Europa. Sam Harris criticou a postura do site e anunciou que estaria deixando o mesmo. Pouco tempo depois, o Patreon baniu o grupo de extrema-esquerda It's Going Down por doxxing.
Em 2018, o Patreon baniu o jornalista turco Kamil Maman, que estava exilado, após a Turquia ameaçar banir a plataforma no país inteiro se o jornalista não fosse banido. O Patreon afirmou que "não foi uma decisão fácil". Maman condenou a decisão.
Ainda em 2018, o Patreon baniu Milo Yiannopoulos um dia após ele criar uma conta no site. No fim do mesmo ano, baniu Carl Benjamin, sob a acusação de que o mesmo teria usado termos homofóbicos e racistas em uma entrevista no YouTube no início do ano. Benjamin afirma que o Patreon "tirou suas palavras de contexto" e que o vídeo em questão "não infringia as regras do Patreon por estar hospedado no YouTube". Sam Harris e outros autores criticaram a postura do Patreon, afirmando que a plataforma teria motivações políticas para os banimentos. Em resposta, Jordan Peterson anunciou que estaria trabalhando em uma plataforma alternativa que seria livre de interferência política, e, em um vídeo em conjunto com Dave Rubin, anunciou que estaria deixando o Patreon.
Em 2020 o Patreon baniu o comediante Owen Benjamin por suposto "discurso de ódio". Benjamin abriu um processo de arbitragem contra a Patreon solicitando compensação de 2,2 milhões de dólares (posteriormente 3,5 milhões) e encorajou seus apoiadores da plataforma a iniciarem processos semelhantes. Em resposta, o Patreon abriu processos contra 72 indivíduos que abriram processos de arbitragem contra a plataforma.

## Resposta à guerra na Ucrânia
Durante a invasão da Ucrânia pela Rússia de 2022, o Patreon manteve seu negócio operando normalmente na Rússia, apesar de pressão internacional para o fim das operações, inclusive sem banir contas que especificamente promoviam a invasão russa, bem como o negacionismo de genocídios, como a de Semen Pegov.
No início da invasão, o Patreon baniu a conta de um fundo ucraniano que arrecadava dinheiro para ajudar voluntários e veteranos, sob a justificativa de que a conta estaria arrecadando fundos para a compra de armas, bem como a conta do voluntário ucraniano Serhii Sternenko.